# De Seven Gesigten
Villa De Seven Gesigten is een landhuis aan de Emmalaan 6b in Baarn in de provincie Utrecht. Het huis staat in het Wilhelminapark dat onderdeel is van  rijksbeschermd dorpsgezicht Prins Hendrikpark e.o.

## Oorsprong
De villa  werd gebouwd in 1921 door bouwmaatschappij Concordia, met Jordanus Roodenburgh als architect. De oorspronkelijke naam Berkenheuvel verwijst naar De Piek achter het huis. Deze heuvel werd ook Prinsenbergje of Eemnesserbergje genoemd. Een van de grote verbouwingen was de aanbouw aan de achterzijde van het pand. De naam van het huis is ontleend aan een plaquette met zeven stadsgezichten boven de pui.